# Фронтовые кинооператоры Великой Отечественной войны
Фронтовы́е киноопера́торы Вели́кой Оте́чественной войны́ — летописцы, хроникёры войны 1941—1945 годов. Вместе с солдатами, уходящими в бой, нередко шли и фронтовые кинооператоры. От них требовалась особая выдержка, хладнокровие, смелость, поскольку снимали зачастую в самых горячих местах: в наступлении, на плацдармах, с воды и воздуха.
 Находясь на передовой вместе с солдатами, фронтовые операторы работали обычно парами, использовали кинокамеры «Аймо» и советские аналоги «КС-4» и «КС-5».

## История
За три месяца до начала Великой Отечественной войны, 25 марта 1941 года у начальника Главного управления политической пропаганды Красной армии прошло совещании работников кино по оборонной тематике, на котором было решено создать особую операторскую группу в составе В. Ешурина, С. Когана и В. Штатланда и зачислить её в ряды Красной армии. Как показали последующие события, это была весьма
своевременная, но явно недостаточная по масштабу мера.
— Алексей Кондратенко, «Фронтовая кинохроника» 2019
В первые дни войны ещё не было структуры по организации специальных фронтовых групп, но уже на пятый день в журнале кинохроники были первые сюжеты, снятые случайно оказавшимися в районе боевых действий операторами. Спустя три недели на важнейших участках фронта работало 16 киногрупп, насчитывавших более 90 операторов, — самыми первыми отправились опытные операторы, уже снимавшие боевые действия, в качестве добровольцев — 22 выпускника операторского факультета ВГИКа. При Главном политуправлении РККА был создан фронтовой отдел, при Политуправлении фронтов были созданы так называемые группы, во главе которых стояли начальники фронтовых групп — в большинстве случаев режиссёры или операторы. Съёмки велись не только на фронтах, но и в партизанских отрядах — не только расположенных на территории страны, группы были переброшены через линию фронта в другие страны.

Для операторов, которые работали на фронте, приходилось изучать практически владение оружием и каждому из нас было присвоено какое-то звание, каждый одел погоны и гимнастёрку. А для того, чтобы быть военным человеком, нужно уметь владеть оружием. И было много случаев, когда оператору приходилось откладывать аппарат и браться за оружие.
— Илья Копалин, из лекции во ВГИКе 15 марта 1958
Оператор не был сторонним наблюдателем. Так, например, переброшенный в авиационную часть под Полтаву, С. Школьников снимал линию фронта с самолёта Ил-2. На этой машине он мог сидеть только в кабине стрелка-радиста, прикрытый плексигласом. Когда фашистский самолёт подходил к хвосту, пришлось стрелять из пулемёта. Б. Шер в подобной ситуации сбил Фокке-Вульф 190.

## Количественный состав
Первым количество советских создателей фронтовой кинолетописи посчитал Алексей Лебедев, сам фронтовой оператор, когда издавал в 1970 году сборник «Их оружие —— кинокамера». Названное им число — 243. В изданном им же в 1975 году альбоме «Из кинолетописи Великой Отечественной» упоминались уже 257 человек. В статье за его авторством в Кино. Энциклопедическом словаре (1987) значится «около 260 человек».
…работу свою Алексей Алексеевич старался выполнять честно и тем заслужил огромную благодарность потомков. Если он и совершил какую-то ошибку, то только одну: не смог выработать корректную методологию определения фронтовых операторов.Александр Дерябин, «Создатели фронтовой кинолетописи. Биофильмографический справочник» 2016
«Около 260 человек» долгое время считалось окончательным числом, пока из сохранившихся у киноведа-архивиста Владимира Михайлова монтажных листов не стало известно о 308 операторах и ассистентах, а также 107 административных киноработниках, режиссёрах, звукооператорах, также входивших в состав фронтовых групп. Все они вошли в изданный Александром Дерябиным в 2016 году биофильмографический справочник «Создатели фронтовой кинолетописи» и их число доныне не является окончательным.

## Документальные фильмы
За время войны советскими кинематографистами было выпущено более 500 номеров киножурналов и специальных выпусков, около 100 документальных фильмов.
Короткометражные
- 1941 — 24-й Октябрь (реж. Л. Варламов)
- 1941 — Молодёжь, на защиту Родины! (реж. О. Подгорецкая)[13]
- 1941 — Наша Москва (Боевой киносборник № 5) (реж. М. Слуцкий)
- 1943 — Народные мстители (реж. В. Беляев, Н. Комаревцев)
- 1943 — Приговор народа (реж. И. Сеткина)
- 1943 — Урал куёт победу (реж. В. Бойков, Ф. Киселёв)
- 1943 — Хлеб фронту (реж. Л. Степанова)
- 1944 — Майданек (реж. И. Сеткина)
- 1944 — На подступах к Варшаве (фронтовой выпуск № 7) (реж. Ф. Киселёв)
- 1945 — Освенцим (реж. Е. Свилова)

Полнометражные
- 1942 — День войны (реж. М. Слуцкий)
- 1942 — Ленинград в борьбе (реж. Р. Кармен, Н. Комаревцев, В. Соловцов, Е. Учитель)
- 1942 — Разгром немецких войск под Москвой (реж. Л. Варламов, И. Копалин)
- 1942 — Черноморцы (реж. В. Беляев)
- 1943 — Битва за нашу Советскую Украину (реж. А. Довженко, Ю. Солнцева)
- 1943 — Ладога (реж. П. Паллей, В. Соловцов, Г. Трофимов)
- 1943 — Орловская битва (реж. Л. Степанова, Р. Гиков)
- 1943 — Сталинград (реж. Л. Варламов)
- 1944 — Великая победа под Ленинградом (реж. Н. Комаревцев, П. Паллей, В. Соловцов)
- 1945 — Берлин (реж. Ю. Райзман)

## Память

Мемориал операторам ВОВ
Ростовской студии кинохроники

На многих студиях кинохроники бывшего СССР имелись мемориалы или памятные доски, посвящённые не вернувшимся с полей сражений участникам киногрупп. Мраморная доска в память о 43-х погибших работниках Центральной студии кинохроники до последнего находилась на РЦСДФ в Москве.
В 2015 году на Пушкинской улице в Ростове-на-Дону был сооружён памятный знак операторам — участникам ВОВ с Ростовской студии.
В 2019 году в Санкт-Петербурге перед зданием Государственного института кино и телевидения был заложен камень под будущий памятник фронтовым кинооператорам — в выпускниках которого их более десятка.
В сентябре 2020 года на Яблоневой аллее подмосковного Красногорска неподалёку от Российского государственного архива кинофотодокументов состоялось открытие памятника Фронтовому кинооператору. Прототипом для скульпторов Андрея и Станислава Смольяниновых стал не доживший до Дня Победы оператор Владимир Сущинский (1912—1945), — это была идея его коллеги фронтового оператора Бориса Соколова.

## Комментарии
1. ↑  После передачи в 2005 году здания РЦСДФ в Лиховом переулке, 6 в ведение Русской православной церкви доску «Вечная слава павшим за Родину 1941—1945» неоднократно перевозили по новым адресам студии, а после окончательной ликвидации студии в марте 2017 года мемориальная доска была передана на хранение в Дом ветеранов кино в Матвеевском. Ныне — в экспозиции Музея кино[14].